# Hyloscirtus colymba
Hyloscirtus colymba är en groddjursart som först beskrevs av Dunn 1931.  Hyloscirtus colymba ingår i släktet Hyloscirtus och familjen lövgrodor. IUCN kategoriserar arten globalt som akut hotad. Inga underarter finns listade i Catalogue of Life.